# Andriambilany
Andriambilany – gmina na Madagaskarze, w regionie Vakinankaratra, w dystrykcie Ambatolampy. W 2001 roku zamieszkana była przez 6 450 osób. Siedzibę administracyjną stanowi miejscowość Andriambilany.